# Eurychilina
Eurychilina is een geslacht van uitgestorven kreeftachtigen uit de klasse van de Ostracoda (mosselkreeftjes).

## Soorten
- Eurychilina bassleri Roy, 1941 †
- Eurychilina bulbifera Ruedemann, 1901 †
- Eurychilina bulbinoda Kraft, 1962 †
- Eurychilina bulbinoda Swain (non : Kraft, 1962), 1962 †
- Eurychilina calcarata Shi & Wang, 1987 †
- Eurychilina cannonfallsensis Swain & Cornell, 1987 †
- Eurychilina consueta Kanygin, 1967 †
- Eurychilina cornigera Ljaschenko, 1964 †
- Eurychilina cultrata Harris, 1957 †
- Eurychilina decorusa Sun (Quan-Ying), 1987 †
- Eurychilina dubia Melnikova, 1981 †
- Eurychilina exuviata (Kanygin, 1971) Ivanova (V. A.), 1979 †
- Eurychilina fragilis Abushik, 1958 †
- Eurychilina frobisheri (Emerson, 1879) Bassler, 1915 †
- Eurychilina granosa Ulrich, 1890 †
- Eurychilina guangxiensis Zhang (K.), 1982 †
- Eurychilina hyposulcata (Kraft, 1962) Ivanova (V. A.), 1979 †
- Eurychilina indivisa Levinson, 1961 †
- Eurychilina insueta Bazarova, 1982 †
- Eurychilina jerseyensis Weller, 1903 †
- Eurychilina kayi Swain & Cornell, 1987 †
- Eurychilina kuckersiana (Bonnema, 1909) Kummerow, 1933 †
- Eurychilina latimarginata (Raymond, 1905) Raymond, 1911 †
- Eurychilina longula Ulrich, 1890 †
- Eurychilina manitobensis Ulrich, 1889 †
- Eurychilina mattea Kraft, 1962 †
- Eurychilina micropunctata Swain & Cornell, 1987 †
- Eurychilina minutifoveata Kay, 1940 †
- Eurychilina monticuloides Reed, 1912 †
- Eurychilina nodosa Kraft, 1962 †
- Eurychilina partifimbriata Kay, 1940 †
- Eurychilina placida Swain, 1962 †
- Eurychilina pojiaoensis Jiang (Zh), 1983 †
- Eurychilina prairiensis Copeland, 1974 †
- Eurychilina punctata Teichert, 1937 †
- Eurychilina reticulata Ulrich, 1889 †
- Eurychilina reticulosa Bassler & Kellett, 1934 †
- Eurychilina shanensis Reed, 1936 †
- Eurychilina simplex Harris, 1957 †
- Eurychilina strasburgensis Kraft, 1962 †
- Eurychilina striatomarginata (Miller, 1874) Ulrich, 1890 †
- Eurychilina subaequata Ulrich, 1894 †
- Eurychilina subradiata Ulrich, 1890 †
- Eurychilina sugarcreekensis Swain & Cornell, 1987 †
- Eurychilina sunbloodensis Copeland, 1974 †
- Eurychilina tuberculata Teichert, 1937 †
- Eurychilina tutu Copeland, 1962 †
- Eurychilina ventrosa Ulrich, 1894 †
- Eurychilina werneri Levinson, 1961 †